# Isla Rowley
La isla Rowley (en inglés: Rowley Island) es una de las islas del archipiélago ártico canadiense en la región Qikiqtaaluk del territorio de Nunavut. Se encuentra ubicada en aguas de la cuenca Foxe y tiene una superficie de 1.090 km² (41.ª del país y 31ª de Nunavut).
Aunque la isla está deshabitada posee una base no tripulada de la "Distant Early Warning Line", o línea DEW, llamada FOX-1
en las coordenadas 69°04′01″N 079°03′54″O / 69.06694, -79.06500, además de un Sistema Automatizado de Observación de la superficie.
La isla recibe ese nombre por el explorador ártico Graham Rowley.